# Marabout (oiseau)
Leptoptilos
Pour les articles homonymes, voir Marabout.
Genre
Les marabouts forment le genre Leptoptilos. Ce sont de très grands échassiers des latitudes tropicales ; il en existe trois espèces. Deux d'entre elles nichent dans le Sud de l'Asie et la troisième en Afrique subsaharienne.
Ce sont des oiseaux de très grande taille, de 100 à 150 cm avec une envergure de 210 à 250 cm. Chaque espèce a un dos et des ailes noirs, un dos et le dessous de la queue blancs. La tête et le cou sont déplumés comme ceux des vautours. Le bec est très long et massif. Les jeunes individus ont un duvet et sont une version brune de leurs parents.
Les marabouts sont des animaux grégaires, nichant en colonies dans des régions humides et construisant de grands nids de brindilles dans les arbres. Ils se nourrissent d'amphibiens, d'insectes, de jeunes oiseaux, de lézards et de rongeurs. Ils adoptent fréquemment un comportement charognard et la nudité de leur tête et de leur cou se trouve alors être un atout comme elle l'est pour les vautours. En effet, des plumes sur la tête seraient enduites de sang coagulé ou de substances corporelles lorsque l'oiseau la plongerait dans le corps d'un gros animal, tandis qu'une tête nue reste propre.
Autre particularité des marabouts, ils volent avec leur cou rétracté à la façon d'un héron alors que la plupart des échassiers volent avec leur cou déployé.

## Terminologie
Le nom ‹ marabout › a été donné à cet oiseau au début du XIXe siècle par le naturaliste néerlandais Coenraad Jacob Temminck (1778-1858), probablement d'après le qualificatif arabe mrabt, forme dialectale de murābiṭ (« saint »), donné à la cigogne (Ciconia) dans des pays arabes.

## Liste des espèces
D'après la classification de référence (version 14.1, 2024) de l'Union internationale des ornithologues, il y a 3 espèces du genre Leptoptilos (ordre philogénique) :
- Leptoptilos crumenifer (Lesson, RP, 1831) – Marabout d'Afrique ;
- Leptoptilos javanicus (Horsfield, 1821) – Marabout chevelu ;
- Leptoptilos dubius (Gmelin, JF, 1789) – Marabout argala.

## Galerie

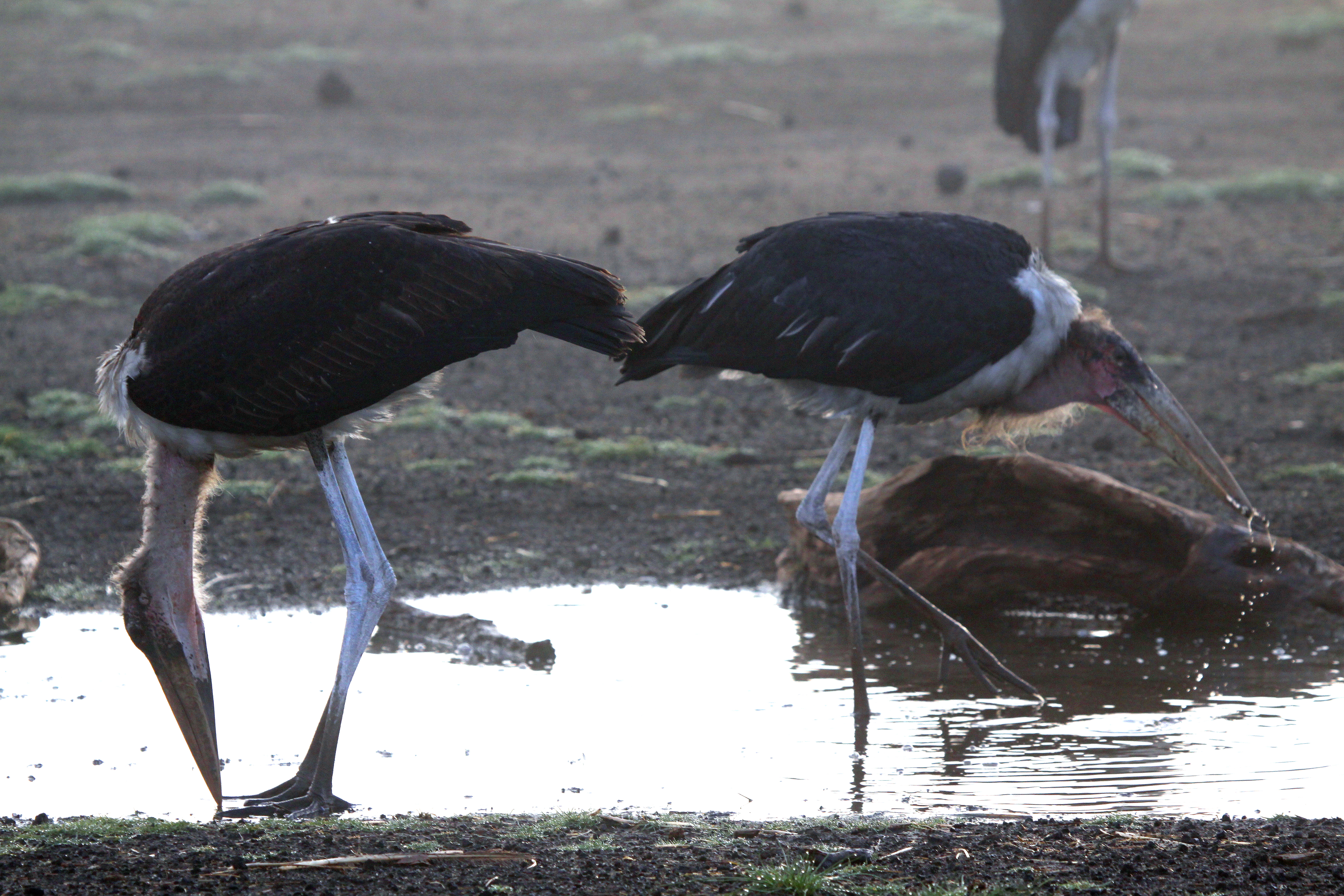
Marabouts au Lac Nakuru
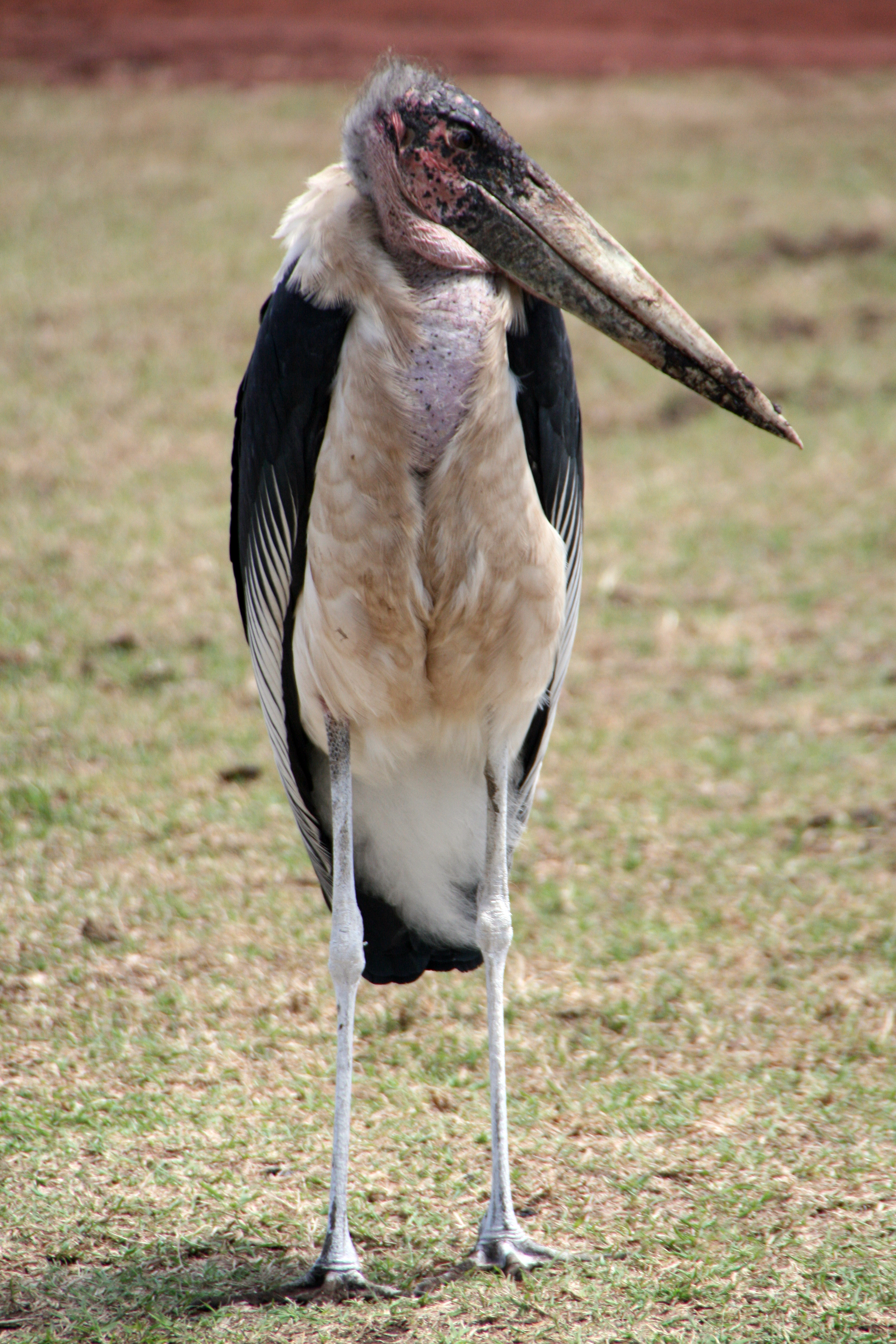
Marabout au cratère Ngorongoro
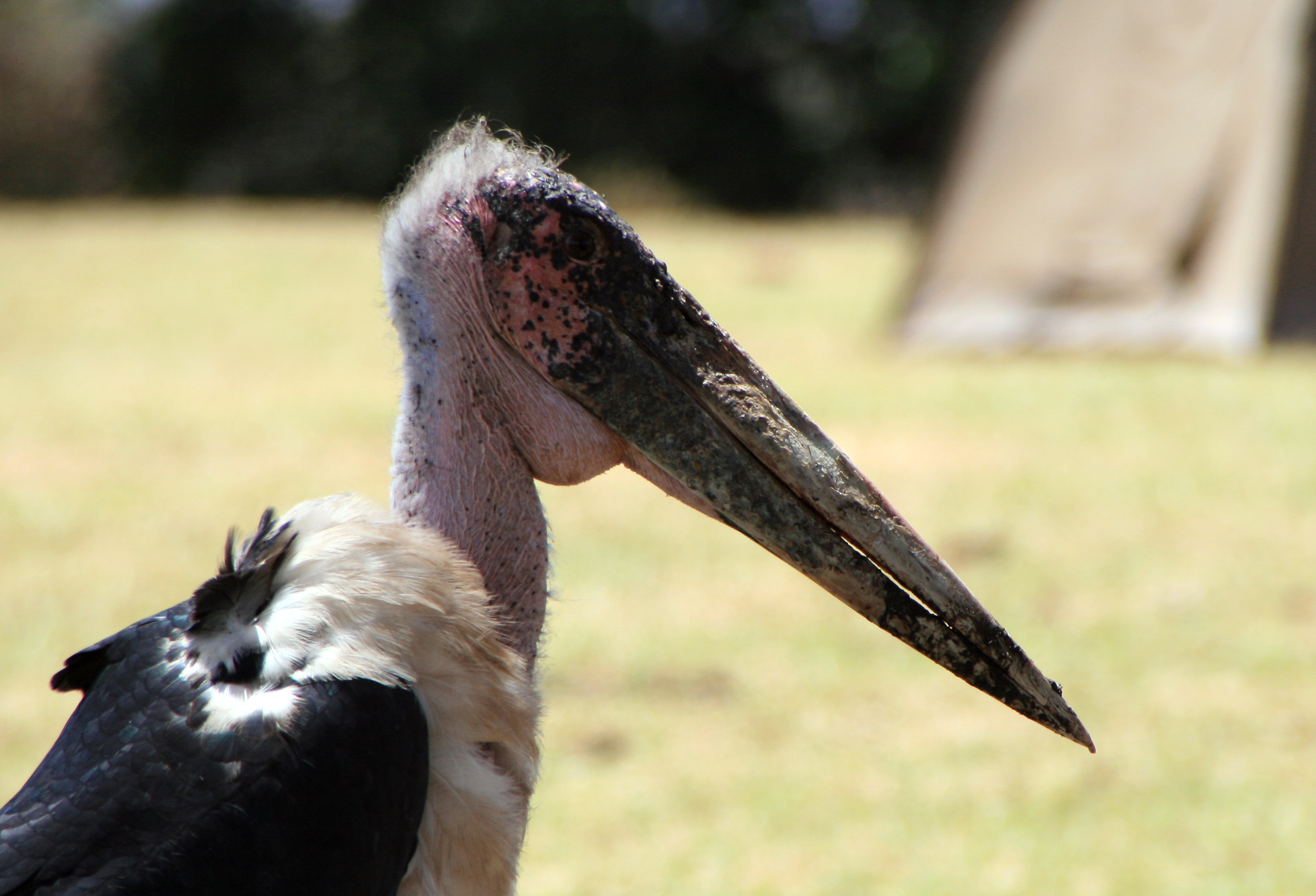
Marabout au cratère Ngorongoro